# Cantone di Meyzieu
Il Cantone di Meyzieu era una divisione amministrativa dell'arrondissement di Lione.
È stato soppresso a seguito della riforma complessiva dei cantoni del 2014, che è entrata in vigore con le elezioni dipartimentali del 2015.
Comprendeva i comuni di:
- Colombier-Saugnieu
- Jonage
- Jons
- Meyzieu
- Pusignan
- Saint-Bonnet-de-Mure
- Saint-Laurent-de-Mure